# Tcheng Taj-jüan
Tcheng Taj-jüan (čínsky pchin-jinem Téng dàiyuǎn, znaky tradiční 滕代遠; 2. listopadu 1904 – 1. prosince 1974) byl čínský komunistický revolucionář a politik, účastník Dlouhého pochodu, dlouholetý ministr železnic Čínské lidové republiky, poté místopředseda celostátního výboru Čínského lidového politického poradního shromáždění.

## Život
Pocházel z okresu Ma-jang (v prefektuře Chuaj-chua v provincii Chu-nan), z rodiny drobného rolníka miaoské národnosti. Na studiích se zapojil do politického života, roku 1925 vstoupil do Kuomintangu a téhož roku i do Komunistické strany Číny. Roku 1927 už byl členem chunanského provinčního výboru KS Číny a předsedou chunanského svazu rolníků.
Sloužil v pluku, kterému velel Pcheng Te-chuaj. Roku 1928 byl jedním z vůdců Pchingťiangského povstání, po jeho porážce s Pcheng Te-chuajem odvedli své vojsko do Ťing-kang-šanu, kde se spojili s oddílem Ču Teho a Mao Ce-tunga. Tcheng Taj-jüan byl i nadále komisařem Pcheng Te-chuajovy jednotky (postupně 5. armády, 33. pluku, od června 1930 3. sboru), poté zástupcem generálního komisaře Rudé armády, náčelníkem mobilizačního oddělení ústřední vojenské komise. V létě 1934 odjel do Sovětského svazu, studoval na Frunzeho vojenské akademii v Moskvě, zúčastnil se VII. kongresu Kominterny. V prosinci 1937 se vrátil do Číny a byl jmenován náčelníkem štábu ústřední vojenské komise (leden 1938 – březen 1940), od konce roku 1939 velel komunistickým jednotkám na severozápadě Šan-si, od května 1940 pracoval jako zástupce ředitele a komisař Antijaponské vojenské a politické univerzity a člen stálého výboru severního byra ÚV. Po roce 1942 působil v různých velitelských funkcích v komunistických armádách, mimo jiné jako zástupce komisaře 2. polní armády (Teng Siao-pchinga), zástupce velitele Severočínského vojenského okruhu.
Na VII. sjezdu KS Číny byl zvolen členem jejího ústředního výboru, znovuzvolen byl i na VIII. (1956), IX. sjezdu (1969) a X. sjezdu (1973).
Po vzniku Čínské lidové republiky na podzim 1949 se v její vládě stal ministrem železnic (říjen 1949 – leden 1965), současně byl velitelem a komisařem železničních vojsk. Jako ministr se výrazně podílel na rekonstrukci a rozvoji čínské železniční sítě. Začátkem roku 1965 byl zvolen místopředsedou celostátního výboru Čínského lidového politického poradního shromáždění. Za kulturní revoluce byl perzekvován, nicméně přesto zůstal v ÚV.
Zemřel v Pekingu 1. prosince 1974.